# Jacob Rees-Mogg
Jacob William Rees-Mogg (Hammersmith, Londres, 24 de Maio de 1969) é um político britânico que serviu como Membro do Parlamento (MP) pelo distrito North East Somerset (região de Somerset) desde as eleições gerais de 2010 até 2024. Tem sido ideologicamente caracterizado como social conservador ou na ala à direita do Partido Conservador.
Rees-Mogg nasceu em Hammersmith, Londres e fez sua educação no Eton College. Em seguida, estudou História no Trinity College, em Oxford, e foi Presidente da Associação Conservadora de Oxford. Trabalhou na Cidade de Londres até 2007 e, em seguida, co-instituiu um fundo de cobertura de gestão de negócios, o Somerset Capital Management LLP. Com o fundo, Rees-Mogg fez fortuna: em 2016, ele e sua esposa tiveram patrimônio líquido combinado estimado em mais de 100 milhões de libras.
Entrando na política, Ress-Mogg tentou se eleger nas eleições gerais de 1997 e de 2001, antes de ser eleito como o Membro do Parlamento por North East Somerset em 2010. Ele foi reeleito em 2015, 2017 e 2019. Dentro do Partido Conservador, juntou-se ao tradicionalista e socialmente conservador Cornerstone Group. Seus pontos de vista sobre questões sociais são influenciados por sua adesão ao Catolicismo Romano.
Durante o governo liderado por David Cameron, Rees-Mogg foi um dos parlamentares mais rebeldes do Partido Conservador, opondo-se ao governo sobre questões como a introdução do casamento entre pessoas do mesmo sexo e a intervenção na Guerra Civil Síria. Ele se tornou conhecido por seus discursos e obstruções em debates parlamentares. Em um deles, ele propôs um governo de coalizão com o Partido de Independência do Reino Unido (UKIP). Um Eurocético, fez campanha para o Brexit durante o Referendo sobre a permanência do Reino Unido na União Europeia em 2016. Ress-Mogg foi apontado como um potencial sucessor de Theresa May como líder do Partido Conservador e Primeiro-Ministro do Reino Unido, mas acabou, a partir de julho de 2019, servindo no gabinete de Boris Johnson e depois no governo de Liz Truss.